# Colisée Pepsi
Il Colisée Pepsi (tra il 1949 ed il 1999 denominato Colisée de Québec) è stato uno stadio del ghiaccio di Québec City, in Canada.
Costruito tra il maggio ed il dicembre del 1949, fu ingrandito nel 1980 e definitivamente chiuso nel settembre del 2015.
Ha ospitato le gare interne dei Québec Nordiques sia quando la squadra militava in WHA (1972-1979) che in NHL (1979-1995), oltre che di diverse squadre di hockey su ghiaccio di campionati minori e giovanili, ultimi dei quali i Québec Remparts. Nel 1968 ha ospitato per cinque incontri le gare casalinghe dei Philadelphia Flyers, squadra di cui i Quebec Aces erano farm team, il cui stadio era stato danneggiato dal maltempo.